# Iglesia de San Francisco (Popayán)
La Iglesia de Nuestra Señora de las Gracias de la Orden de Frailes Menores de Popayán, más conocida como Santuario o Iglesia de San Francisco es uno de los templos católicos más importantes de Colombia por su estilo barroco tardío neogranadino. En su campanario posee una de las campanas más grandes de América denominada campana de San Antonio, fundida en oro y bronce. Cuenta con diez altares laterales con hornacinas con imágenes, entre las cuales sobresalen la de San Pedro Alcántara, el Señor de la Coronación, el Cristo de la Veracruz, el Señor de los Azotes, San Francisco de Asís, San Antonio de Padua y el Cristo conocido como "El Cachorro". Posee un púlpito de estilo plateresco, considerado el mejor de Colombia.
El templo fue declarado Monumento Nacional de Colombia por Decreto 2248 11-xii-1996.
El templo fue elevado a la categoría de santuario tras ser declarado su altar mayor como altar privilegiado por contener una reliquia de primer grado de San Magno de Anagni traída desde Roma. Dicho privilegio fue concedido por el Papa Francisco en ceremonia presidida por el Arzobispo de Popayán el 22 de enero de 2017.

## Historia
La primera iglesia de San Francisco fue construida en el siglo XVI, la cual resultó destruida con el terremoto de 1736.
La construcción de la segunda iglesia comenzó en 1765, aunque los historiadores de la primera mitad del siglo XX, afirman que fue en 1775.
Otro documento de 1771, afirma que en este año ya se había comenzado a construir la iglesia pero que debido a la falta de recursos hubo necesidad de solicitar una limosna a la casa de la moneda. El comisario General del Perú, en carta del 15 de junio de 1764, Fray Ramón de Sequeyra y Mendiburu, dio su autorización para la “fabrica de la iglesia en el sitio intentado con la extensión proporcionada a lo copioso del concurso de tan noble ciudad”. La iglesia y el convento se construyeron en el mismo sitio en donde están ahora, pero se agregaron dos solares aledaños para agrandar el lote. Estos solares fueron donados por Pedro Agustín de Valencia, quien los compró a Sebastián Lancha de Estrada con tal fin.
En 1764 el Virrey Mesía de la Cerda cedió a los franciscanos la calle intermedia entre el convento y la casa que donó al colegio don Pedro Valencia para la construcción de la iglesia. De 1776 aparece una carta de agradecimiento a don Francisco Antonio de Arboleda por la cal que donó para la construcción de la iglesia. Hay otro documento de 1777 en que los mineros del Choco, Popayán y Barbacoas dueños de cuadrillas de esclavos, se comprometen a ceder (según el rey lo disponga) los derechos que se les exigía del oro que sacaban para la construcción del templo y el colegio de Franciscanos. Como ya se anotó, la iglesia se comenzó a reconstruir en 1765, infortunadamente para 1771 los recursos se habían agotado. En 1778, según cuentas llevadas por los constructores de la iglesia, se habían gastado $80.000, faltando la mayor parte de la obra, provocándose una gran polémica acerca de si se debía o no continuar la construcción.
La bendición de la iglesia se llevó a cabo el 12 de julio de 1787, aún sin estar terminada. El templo fue diseñado por el arquitecto español Antonio García, quien también dirigió en Cali la construcción de la iglesia matriz de San Pedro. La construcción de la iglesia de San Francisco duró veinte años. Resultó la más bella, capaz y hermosa de la ciudad. Una de las partes más bellas la constituye el ábside, obra arquitectónica del español Fray Antonio de San Pedro. Fue enriquecido con tres camarines. La fachada, la más monumental que dejó en la Nueva Granada la arquitectura del siglo XVIII, época floreciente del barroco neogranadino, fue concluida hacia 1788 por Roque Navarrete, quien terminó las estructuras en piedra de San Francisco de Asís y Santo Domingo, trabajo que duró veinte años, hasta que el 18 de noviembre de 1818 se consagró el templo a San Francisco de Asís
Después del terremoto de 1983, en que el templo se vio muy afectado, comenzó la reconstrucción con la cooperación del gobierno de España. El Príncipe de Asturias, Felipe de Borbón y Grecia, la visitó, ya restaurada, el 8 de agosto de 1998 en su visita a Popayán.

## Cofradías
Una tradición traída desde España, las cofradías coloniales surgieron por la necesidad de los fieles de agruparse en organizaciones en torno a una advocación de su devoción con el fin de promover su veneración, preservar su imagen tutelar y realizar las correspondientes fiestas patronales.
En el templo de los padres franciscanos desde sus etapas más primitivas, fueron fundándose juntas que tuvieron como sede este templo, al mismo tiempo que nuevas devociones llegaban al recinto.
Se tiene constancia de las siguientes cofradías:
- Hermandad de los Españoles del Señor de los Milagros de la Veracruz. (Al parecer el Cristo perteneció primero a la Iglesia de la Encarnación, posteriormente se trasladó a este templo)
- Cofradía de San Antonio de Padua. (fundada en 1772 mediante breve pontificio del papa Clemente XIV, con sede permanente en esta iglesia)
- Cofradía de San Francisco. (Patrono y Advocación principal de la iglesia)
- Cofradía del Amo Sacramentado. (Corpus Christi)
- Cofradía de Nuestra Señora de las Nieves.

Lastimosamente casi la totalidad de las cofradías que algún día contaron con su sede en la iglesia en la actualidad ya no existen más, debido a diversos factores como la independencia, la expulsión de los franciscanos de Colombia o las guerras civiles que conllevaron la emigración de las familias aristocráticas. 
Aunque actualmente aun tiene diversas juntas (que son entidades sucesoras de las cofradías) que tienen aun su sede en esta iglesia como lo son:
- Junta de la Inmaculada Concepción. (Contando con su solemnidad el 7 de diciembre)
- Junta Permanente de Nuestra Señora de Belén. (Contando con sus fiestas el 2° y 3° domingo de diciembre)
- Junto Pro Culto al Santo Ecce Homo. (Contando con su festividad el 1 de mayo)

## Retablos y Capillas

### Altar Mayor

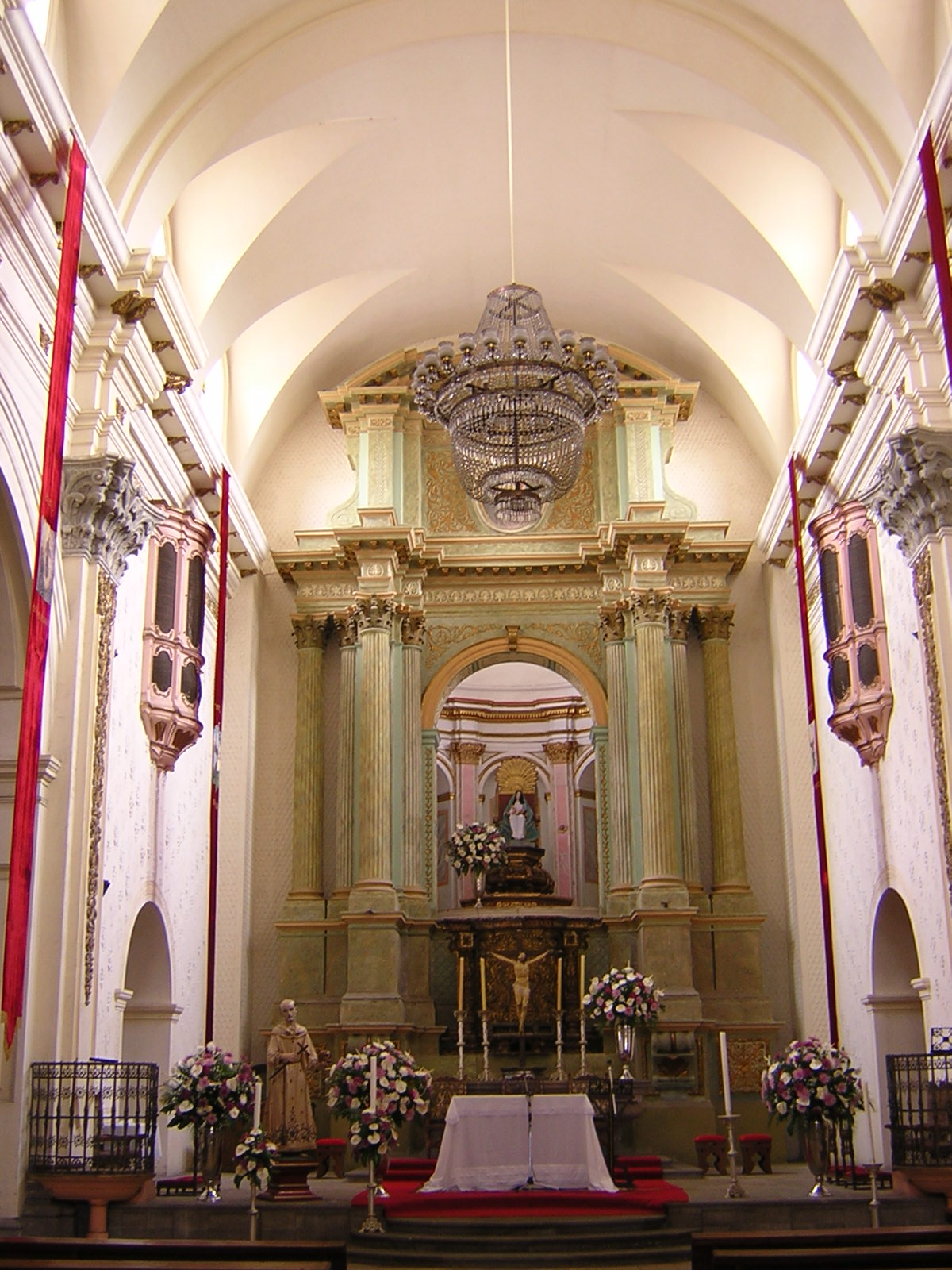
Altar Mayor del Templo

Situado al fondo del presbiterio, es una monumental obra la cual está elaborada siguiendo los lineamientos establecidos en la arquitectura neoclásica con ciertas reminiscencias del barroco tardío, su estructura imita una fachada de un templo. Se constituye sobre sólidas bases entre las que destaca un sotabanco que sobresale en el centro y servía para como altar en las liturgias de antaño, por encima de este espacio se halla el elaborado sagrario donado por don Pedro Agustín de Valencia totalmente dorado en pan de oro y de un barroco espectacular, este sirve a su vez de soporte del nicho central en forma de arco de medio punto que da vista al camarín.
Sustenta todo el retablo sendas columnas de orden corintio con fustes estriados que sustentan el friso y el arquitrabe finamente decorados con motivos vegetales, como remate en lo alto hay una hornacina coronada por un frontón semicircular que contiene una pintura del Sagrado Corazón de Jesús.
En esto este conjunto se hayan variadas obras de arte sacra como lo son: la imagen del Santo Cristo de la Veracruz en el altar, una obra de Juan Martínez Montañés del siglo XVII (aproximadamente del año de 1600), o presidiendo el nicho central suele estar la Inmaculada Concepción, Nuestra Señora de las Gracias o San Francisco.

### Altares de la nave de la Epístola

#### Capilla del Calvario

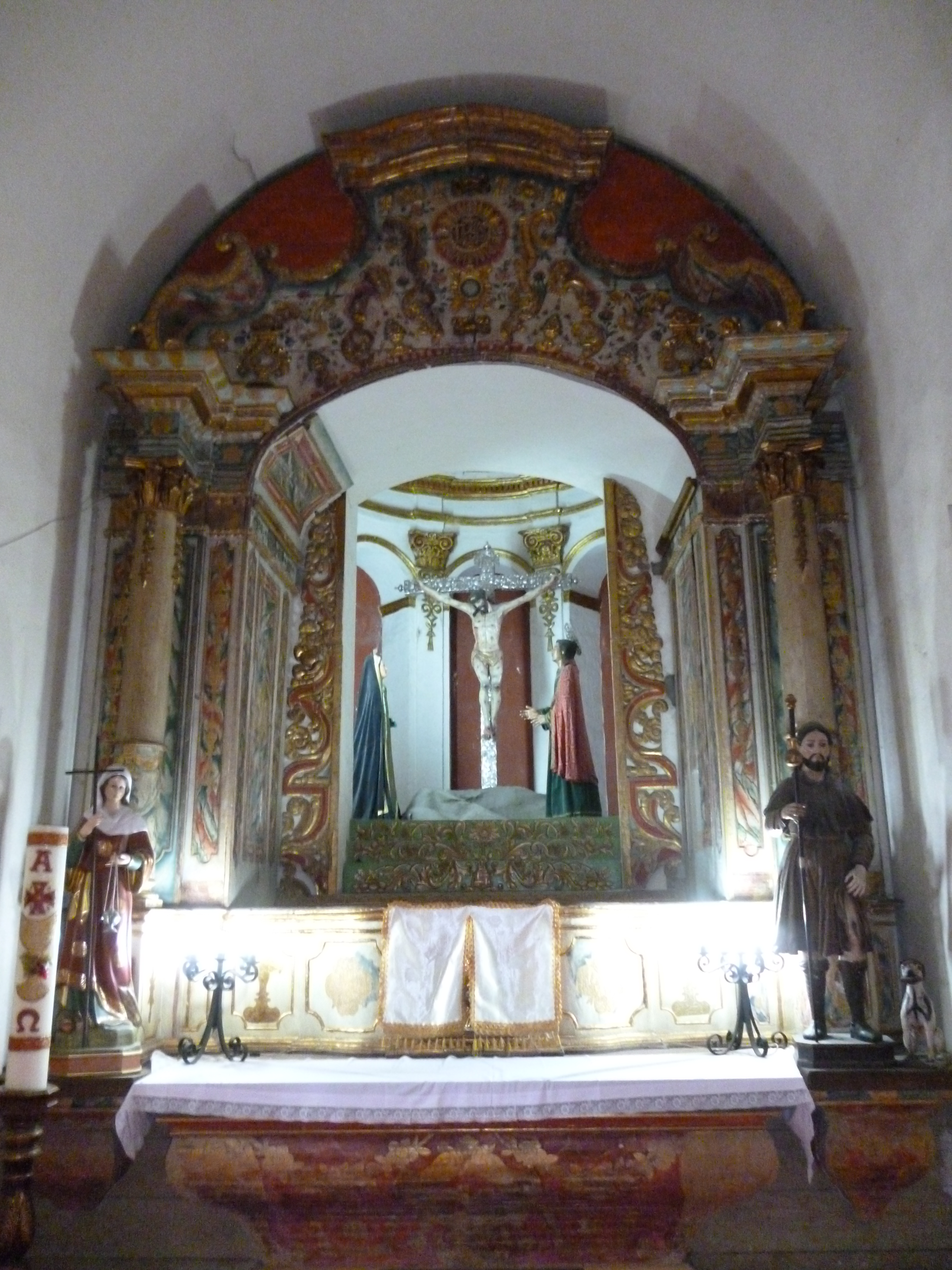
Capilla del Calvario

Ubicada al fondo de la nave de la epístola, la capilla se constituye de un elaborado retablo barroco empotrado en la pared, cuenta con un sotabanco que servía como altar frente a él se levanta el sagrario que actualmente es utilizado durante las ceremonias religiosas y litúrgicas, este a su vez es flanqueado por la imagen de Santa Marta de Betania a su derecha. 
El gran nicho principal en forma de arco carpanel lo cercan dos columnas de fuste liso y de color marfil con capiteles de orden corintio que sustenten el arquitrabe y el friso desde donde surge el hermoso remate policromado en vivos colores y que en su centro se encuentra el monograma IHS en letras doradas. 
En este retablo es venerado el conjunto escultórico denominado como El Calvario, formado por un Cristo Crucificado de posible procedencia española del siglo XVIII (anteriormente era el Santo Cristo de la Veracruz, ahora está en el altar mayor), una Dolorosa y un San Juan ambas obras realizadas en la península ibérica de una antigüedad similar al crucifijo. 

#### Nicho de la Inmaculada Concepción

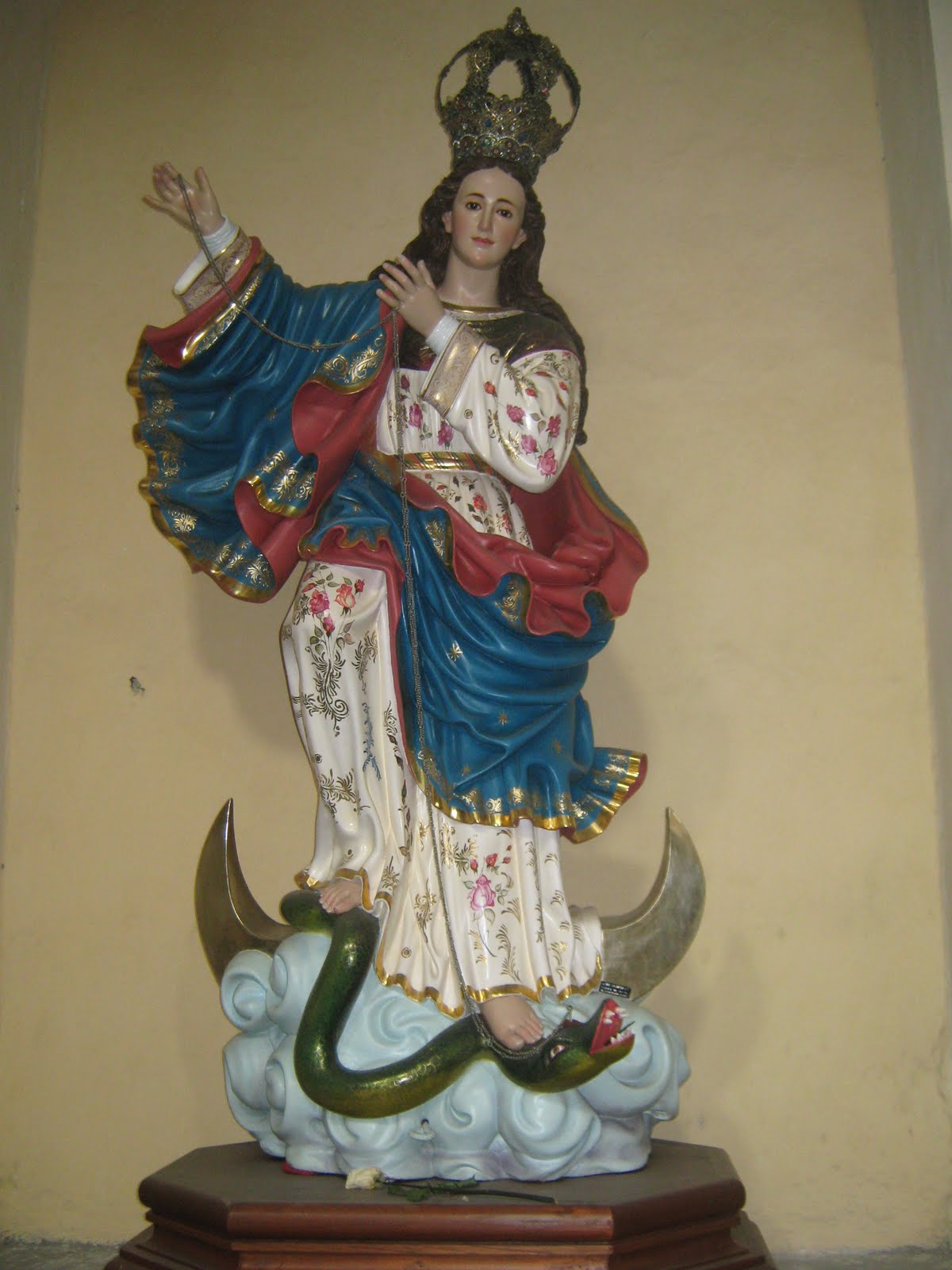
Inmaculada en su nicho

El primer espacio de veneración propiamente lateral en la nave de la Epístola se diferencia ampliamente de los otros recintos al no contar con algún retablo o altar que cuente con ornamentación sino ser un modesto y humilde nicho en forma de arco de medio punto seccionado en la pared, lo cual resalta a la vista teniendo en cuenta de estar en la iglesia más rica, lujosa y decorada de todo el centro histórico.
La imagen que se resguardada en esta hornacina es la de la Inmaculada Concepción, una talla ecuatoriana del siglo XX que a su vez es una réplica a tamaño natural elaborada por Alcides Montesdeoca de la obra original de Nuestra Señora Alada del Apocalipsis, realizada por el maestro quiteño Bernardo de Legarda en el siglo XVIII para la ciudad de Popayán (tomando como modelo a la famosa Virgen de Quito) y que hoy en día está bajo custodia del Museo Arquidiocesano de Arte Religioso, cuyas copias aun se veneran en la Catedral de Popayán y la Ermita de Jesús Nazareno, una en dimensiones exactas y otra en reducidas respectivamente.
En honor a esta advocación se celebra la festiva solemnidad de la Inmaculada Concepción de Popayán cada año en la noche del 7 de diciembre, fecha en la que toda Colombia festeja el conocido día de las velitas. Durante esta conmemoración se realiza una eucaristía y una procesión que recorre todo el centro histórico que es adornado con cirios y faroles en honor a la Santísima Virgen María.

#### Altar del Señor de los Azotes

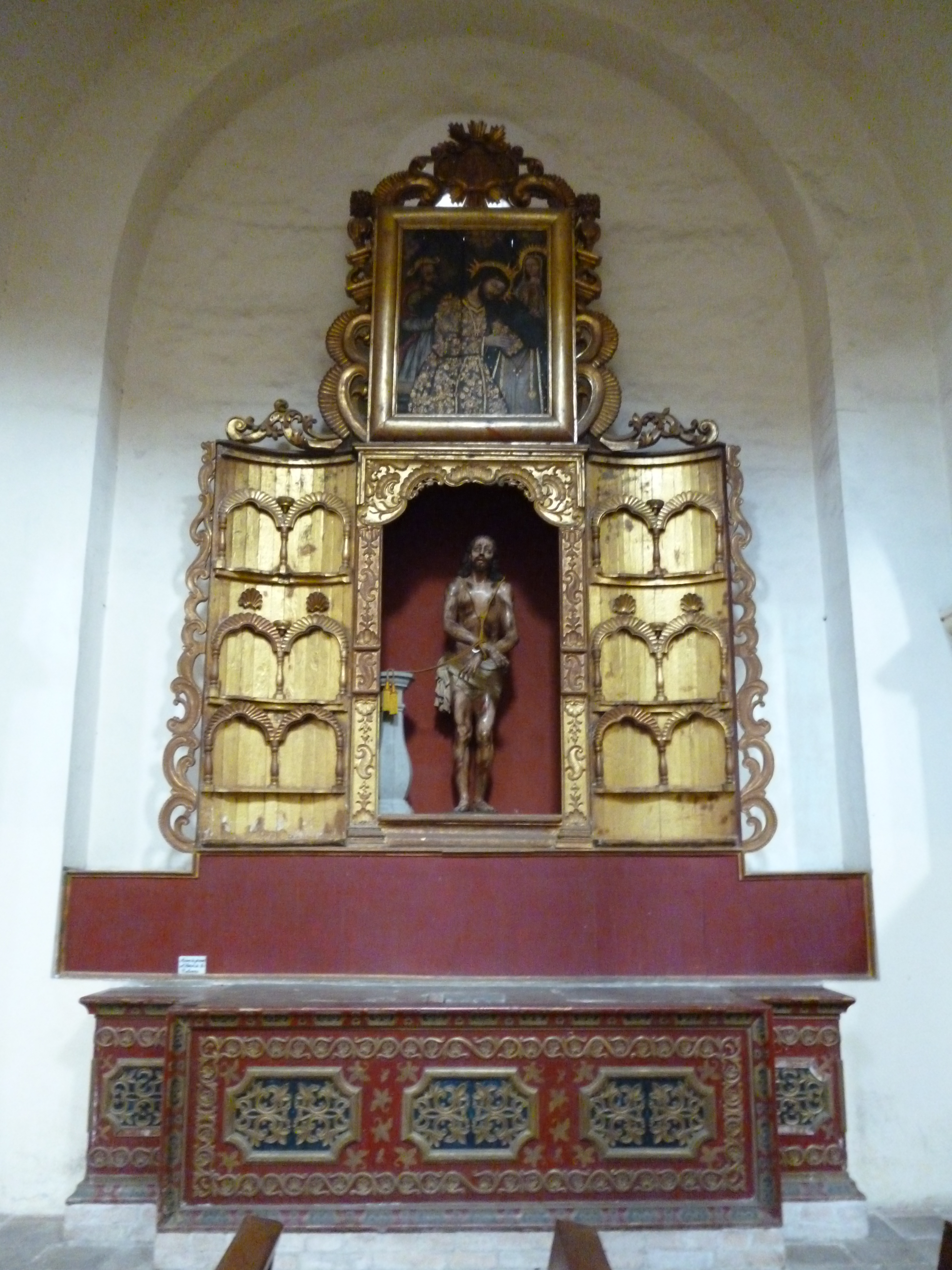
Retablo del Cristo flagelado

El segundo retablo ubicado en la pared lateral norte de la nave de la Epístola, es una destacada obra barroca payanesa, la cual está conformada por un altar en su parte inferior constituido en un sotabanco seccionado en tres partes, siendo la central más sobresaliente, estando adornado con motivos florares y vegetales dorados sobre un fondo rojo vinotinto con marcos azules.
El retablo se constituye en un tríptico en forma de biombo abierto, estando el nicho central flanqueado por dos secciones de pantallas hechas en madera con tres pisos de arcos dobles destinados para resguardar imágenes de menor tamaño, contando con un total de 12 pequeñas hornacinas. Coronando todo el conjunto hay una pintura de la pasión de Cristo enmarcada en finas molduras doradas, en la escena se representa a Jesús cargando la cruz con Simón de Cirene detrás, mientras que delante de él se encuentra su madre María Dolorosa.
La imagen central de este retablo es la de El Señor de los Azotes, una talla italiana, más concretamente de la ciudad de Pisa elaborada hacia el siglo XVIII, haciendo parte del paso de Los Azotes que desfila durante la Procesión del Santo Cristo de la Veracruz en el Jueves Santo y con sede en esta iglesia.

#### Altar de San Pedro de Alcántara

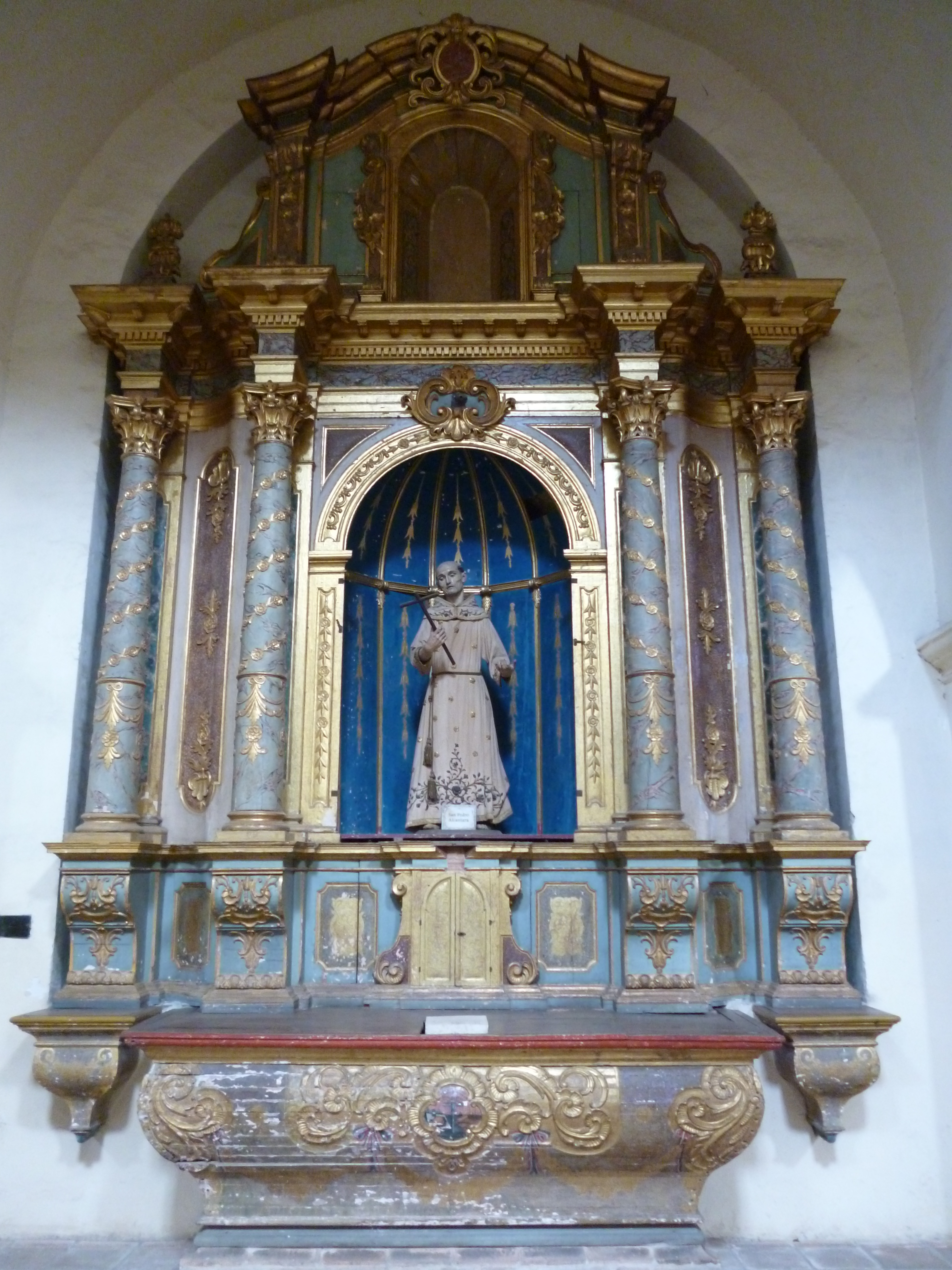
Altar del religioso español

El tercer y penúltimo retablo situado en la pared lateral de la nave de la Epístola, se compone de una obra que sigue el estilo de transición de la época entre el barroco tardío y el neoclásico, contando con elementos característicos de ambos movimientos arquitectónicos.
Cuenta con un altar en su parte baja constituido por un sotabanco decorado espléndidamente con detalles de plantas y flores doradas, sobre este se halla un pequeño sagrario flanqueado a ambos lados por dos bases de pilares, estas columnas se conforman por su fuste que es liso y ornamentado con motivos barrocos que llegan hasta el capitel de orden corintio, siendo el remate sustentado por el arquitrabe, frío y la cornisa de tipo escalonada, en el se halla una pequeña hornacina donde actualmente no hay imagen alguna.
La imagen que hoy se venera en el nicho principal es la de San Pedro Alcántara, una obra española del maestro Pedro de Mena y Medrano realizada durante el siglo XVII. Retratando al referido santo 
Su solemnidad se celebra cada año el 19 de octubre, siendo uno de los santos más queridos y venerados tanto por la comunidad de los padres franciscanos como por la feligresía en general, siendo trasmitida esta devoción desde España, donde se han dedicado múltiples poblaciones en honor a este fraile. 

#### Altar de San Francisco de Asís

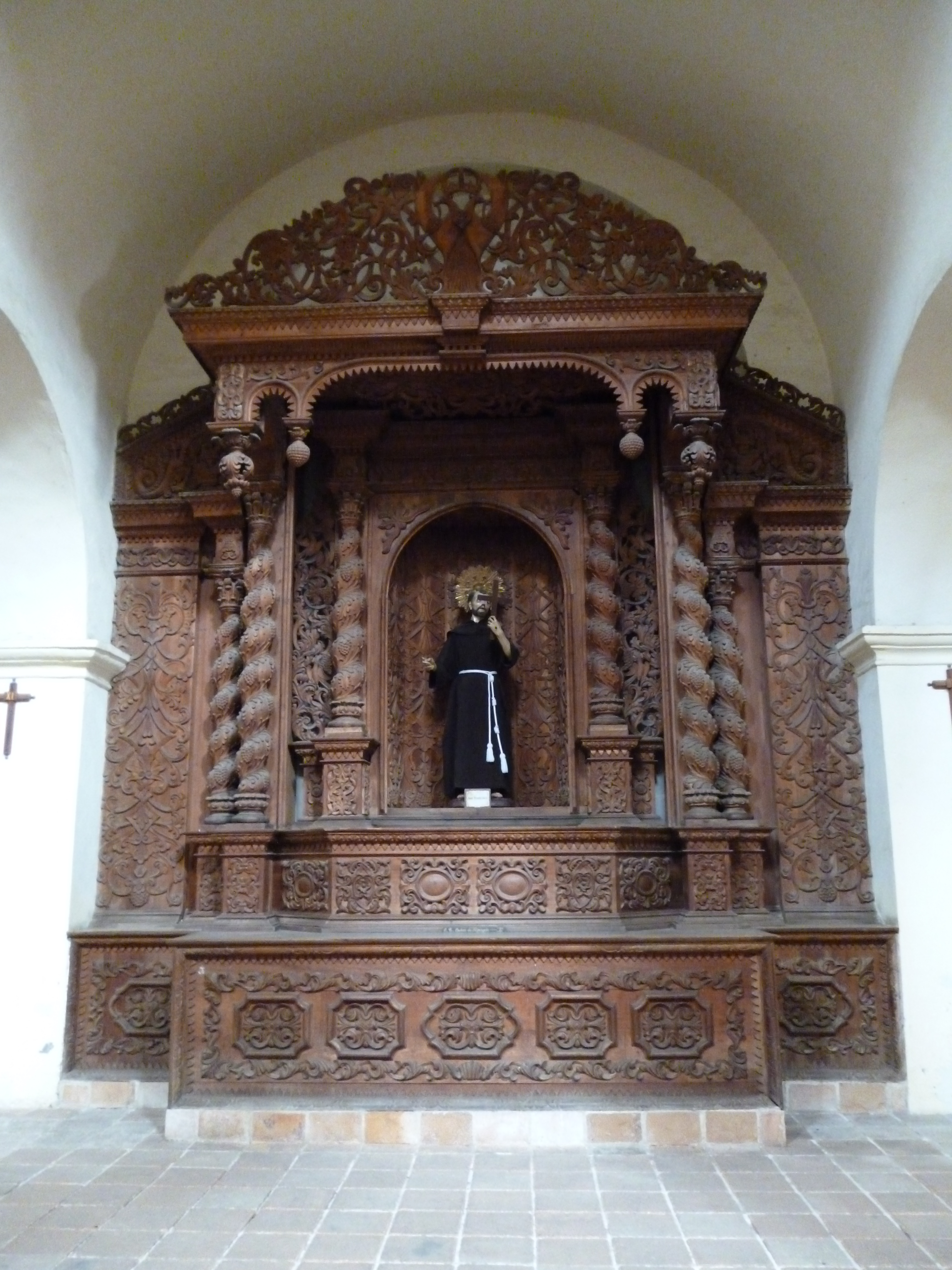
Retablo del patrono del templo

El cuarto y último retablo localizado en la pared lateral de la nave de la Epístola, es una obra maravillosamente tallada, con trabajos de excelente calidad, sin embargo, lo que lo hace resaltar de entre los demás es que este no cuenta con policromía o alguna aplicación de pan de oro, estando paradójicamente rico en detalles pero escaso en ornamentación, no siendo este el caso de su retablo mellizo el dedicado al Señor de la Coronación de la nave del Evangelio.
El retablo lo conforman, un altar en su parte inferior y tres columnas salomónicas a cada lado del nicho central, estos pilares sustentan a su vez un hermoso dosel en forma de tres arcos polilobulados y culminados por un Águila bicéfala con corona, símbolo de la dinastía de la Casa de Austria.
Este recinto es custodio del patrono y advocación principal a la que está dedicada la iglesia, San Francisco de Asís, una imagen quiteña del siglo XVIII, obra del círculo del maestro Manuel Chili Caspicara.
Su fiesta patronal es conmemorada cada año el 3 de octubre en la que se engalana toda la iglesia en torno a las festividades realizadas en honor del santo fundador de la comunidad de padres franciscanos, por medio de eucaristías, procesiones y rogativas.

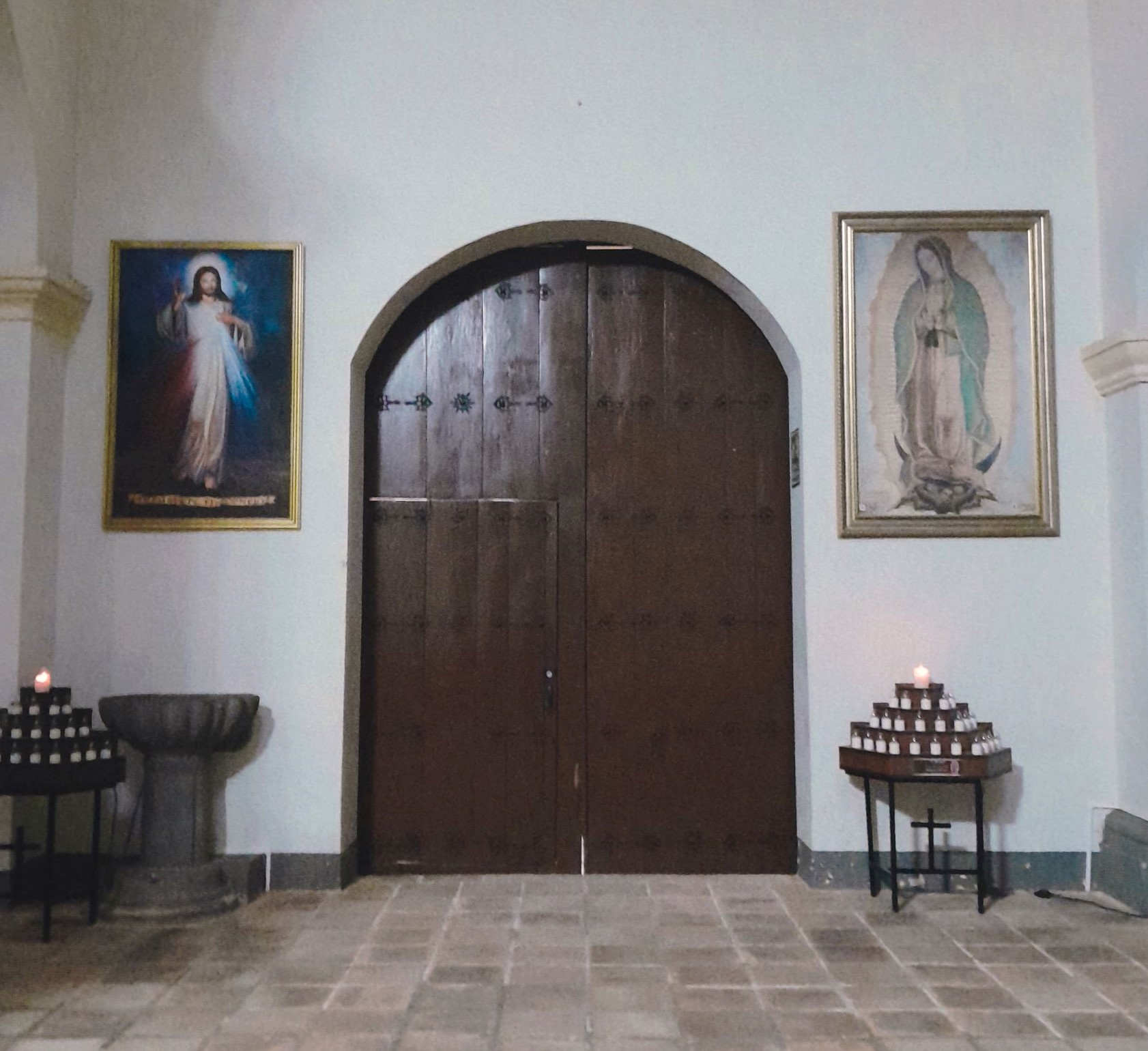
Entrada lateral a la casa cural, franqueada por los cuadros de la Divina Misericordia y la Virgen de Guadalupe

### Altares de la nave del Evangelio

#### Capilla de San Antonio de Padua

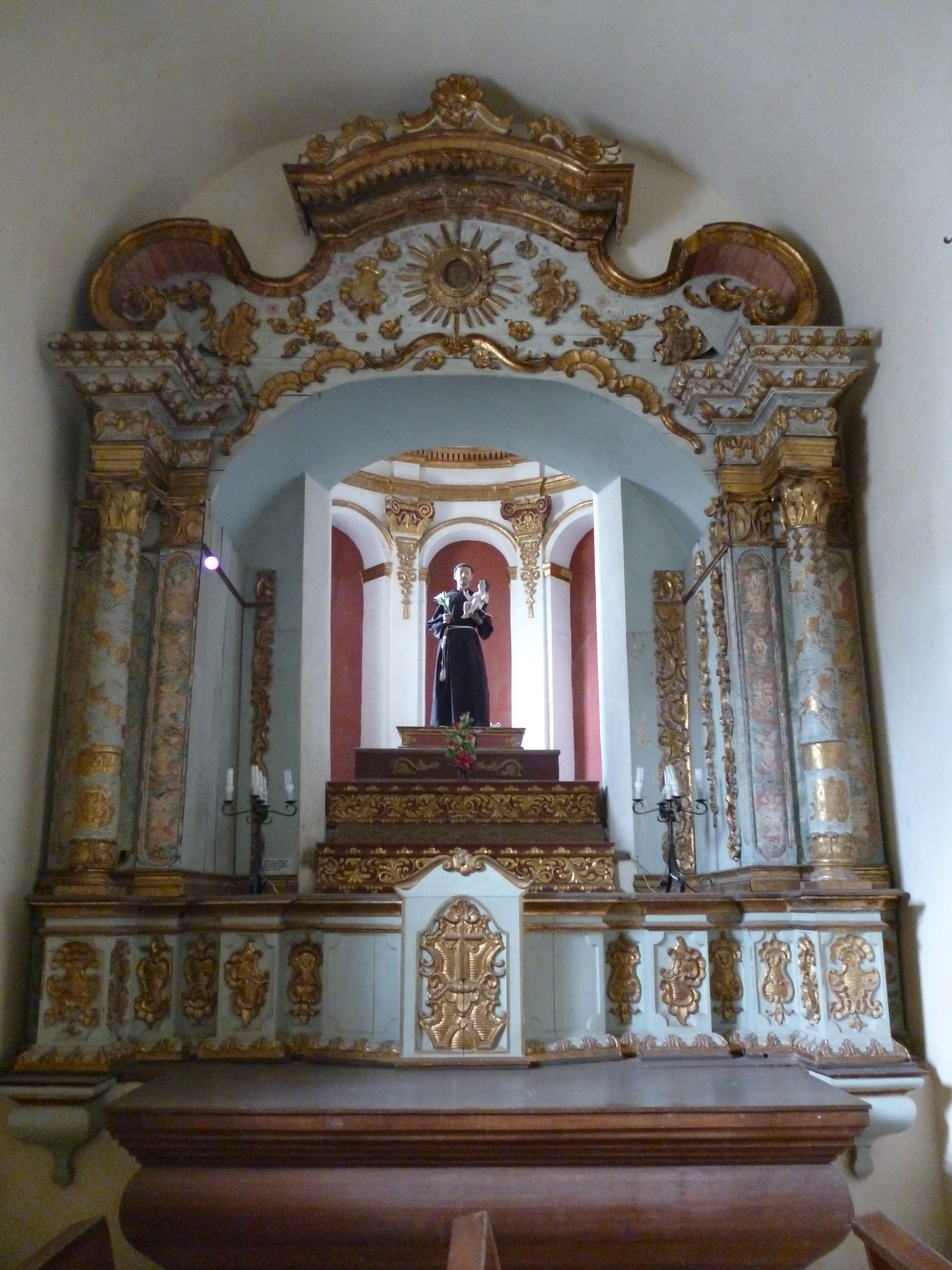
Capilla de San Antonio

Ubicada al fondo de la nave del Evangelio, este recinto custodia un espléndido retablo hermano del de la capilla de El Calvario. Este espacio fue construido por iniciativa y financiación del burgués don Pedro Agustín de Valencia, quien fue un especial devoto del santo portugués que aquí se venera, tanto fue así que en este sacro lugar fue enterrado conforme a sus últimas voluntades, siendo esta la morada final de sus restos mortales y de muchos de sus descendientes.
La imagen de San Antonio de Padua que es venerada en el camarín de esta capilla es una talla de procedencia de la escuela española de escultura y elaborada en el siglo XVIII. A su derecha se suele ubicar un San Roque y a su izquierda otra de San Martin de Porres.
En la pared lateral de la capilla están las tallas de Nuestra Señora del Carmen y de El Señor de la Expiración, una obra de José Ascencio Lamiel del siglo XX, siendo una copia del original de Sevilla, hecha a pedido por el expresidente de la república Guillermo León Valencia.
En 1772, mediante breve pontificio del papa Clemente XIV, fue erigida la Cofradía de San Antonio de Padua con sede permanente en esta iglesia, tradición que desde entonces pasó por disposición eclesiástica a través de las diferentes coyunturas de la familia de su fundadora Juana Del Campo y Larrahondo hasta llegar en el siglo XIX a Margarita Diez-Colunje de Arroyo, luego a su hija Beatriz Arroyo Diez y de esta a su sobrina Sofía Dolores Arroyo de Arboleda en la primera mitad del siglo XX.

#### Altar de San José

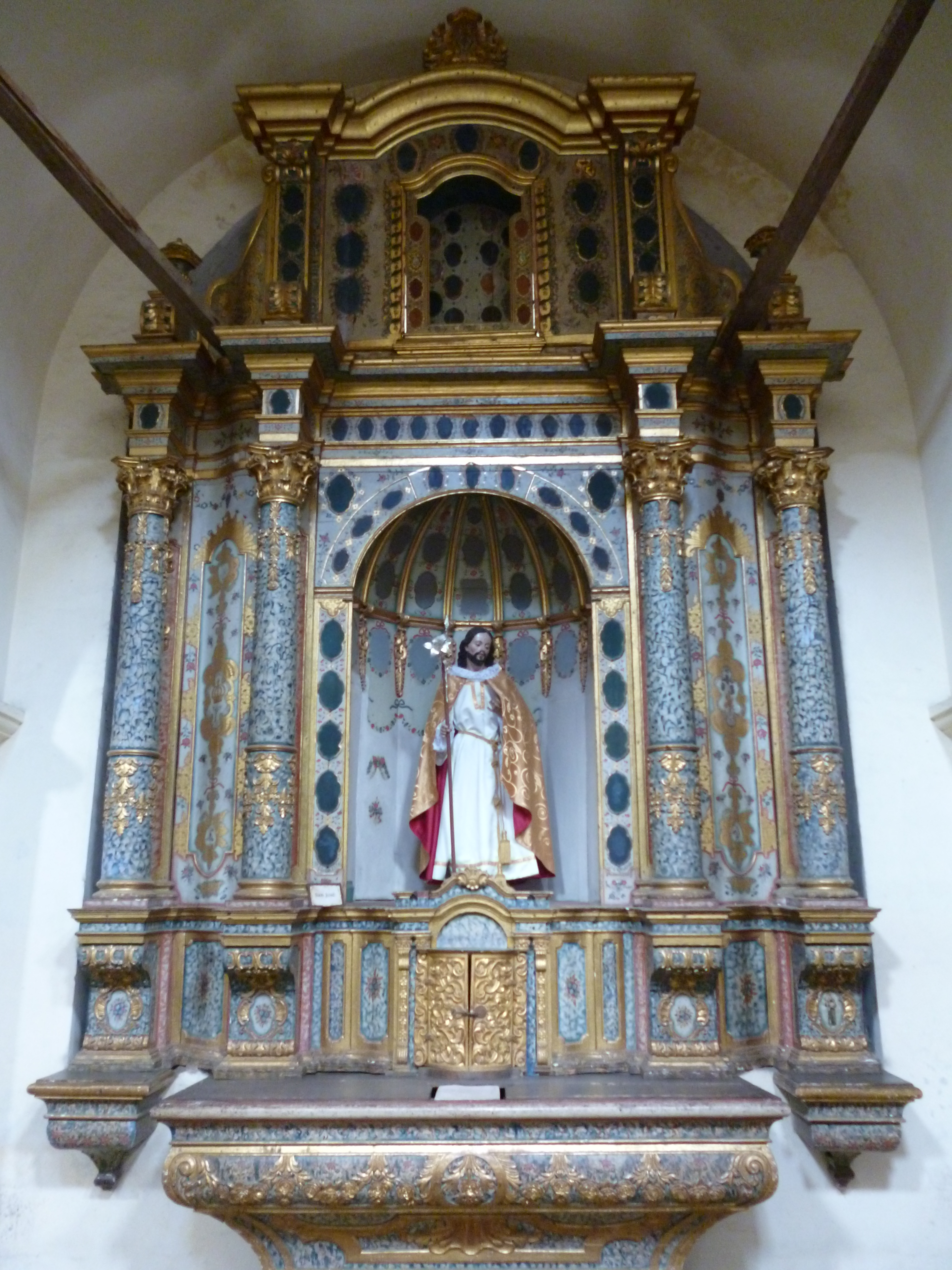
Retablo del Santo patriarca

El primer retablo propiamente lateral en la nave del Evangelio, es una prodigiosa obra barroca payanesa bien lograda, semejante en estructura al dedicado a San Pedro de Alcántara. Consta de un altar compuesto por un sotabanco en cuyo centro hay una lápida de piedra con una cruz tallada, bajo la cual se ponían reliquias para realizar la sagrada eucaristía en la liturgia tridentina que era usada durante la época colonial.
Los pares de dos columnas que flanquean al nicho central son de fuste liso con policromía azul y capiteles de orden corintio, todo esto sustenta al arquitrabe, un friso y la cornisa que es coronada por un remate con una hornacina pequeña en el medio que actualmente está vacía.
La imagen que se venera en el nicho principal es la de San José de Nazaret, una talla procedente de la Real Audiencia de Quito, concretamente de la escuela quiteña, siendo esculpida durante el siglo XVIII, fundándose a su llegada al templo una cofradía a su entorno que se cree que financió el retablo, además de propagar su devoción, conservar su imagen y realizar las fiestas patronales dedicada en honor de este Santo Patrono de la Iglesia Universal realizadas el 19 de marzo de cada año.

#### Altar de San Francisco Javier

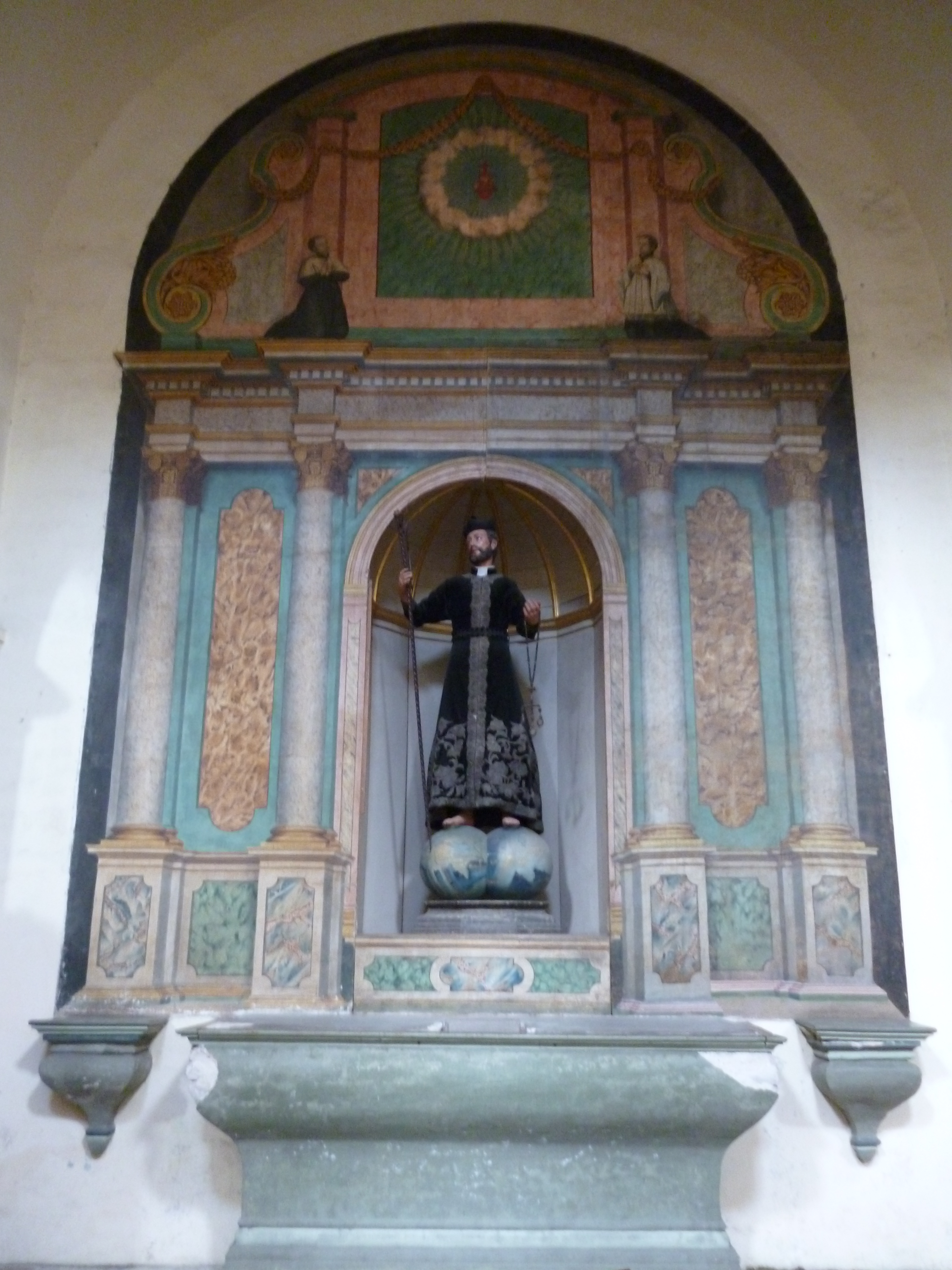
Altar de San Francisco Xavier

El segundo retablo situado en la pared lateral de la nave del Evangelio que da hacia la Calle Real de San Francisco o Calle 4, es la pieza sin duda más singular de la iglesia y de todo el centro histórico, teniendo la peculiaridad de ser un retablo totalmente pintado al temple sobre el muro siendo solo el altar, el sotabanco y dos repisas a sus lados las únicas partes en físico.
Este retablo constituido como un cuadro gigante es considerado como una de los mejores obras exponentes de la pintura de la escuela payanesa de arte colonial, presentando una estructura similar a los altares de San José y San Pedro de Alcántara, en su remate cuenta con una representación del Sagrado Corazón de Jesús rodeado de nubes y resplandores, que a su vez está flanqueado por dos religiosos arrodillados en oración.
La imagen principal venerada en este recinto es la de San Francisco Javier o Xavier, una obra quiteña elaborada en el siglo XVIII. Este santo fue una de las devociones más importantes para los españoles durante la época colonial, ya que es considerado como el Santo Patrono de las Misiones, una actividad especialmente vinculada con los franciscanos, sobre todo por su acción evangelizadora por los pueblos originarios de los virreinatos de América así como en el lejano oriente, sobre todo en la Capitanía General de Filipinas.

#### Altar de Nuestra Señora de los Desamparados

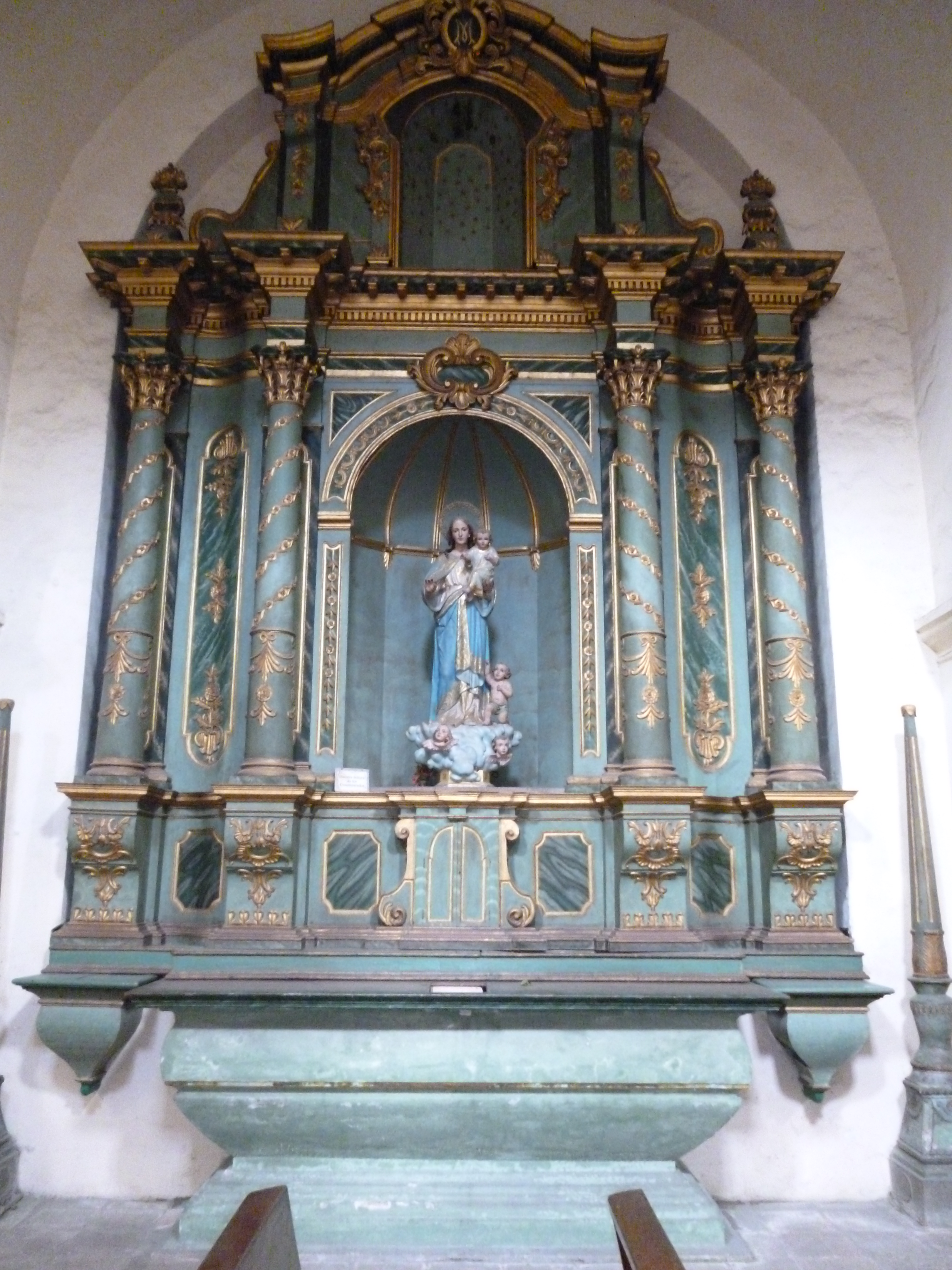
Retablo de Nuestra Señora

El tercer y penúltimo retablo emplazado sobre la pared lateral de la nave del Evangelio que da hacia la Calle Real de San Francisco o Calle 4, se constituye como una espléndida pieza de arte con configuración similar a varios altares de la iglesia.
En su sección baja, el altar se destaca por un banco ricamente adornado con diseños de plantas y flores en oro. Sobre este reposa un sagrario de pequeñas dimensiones, rodeado por dos bases de columna en cada lado. 
Las columnas, caracterizadas por un fuste liso, están embellecidas con decoraciones barrocas que ascienden hasta un capitel corintio. La parte superior de la estructura se sostiene por un arquitrabe, un friso y una cornisa en niveles. 
Dentro de esta cornisa se halla una hornacina pequeña, que actualmente no alberga ninguna figura o imagen.
La imagen que aquí se venera es la de Nuestra Señora de los Desamparados.

#### Altar del Señor de la Coronación

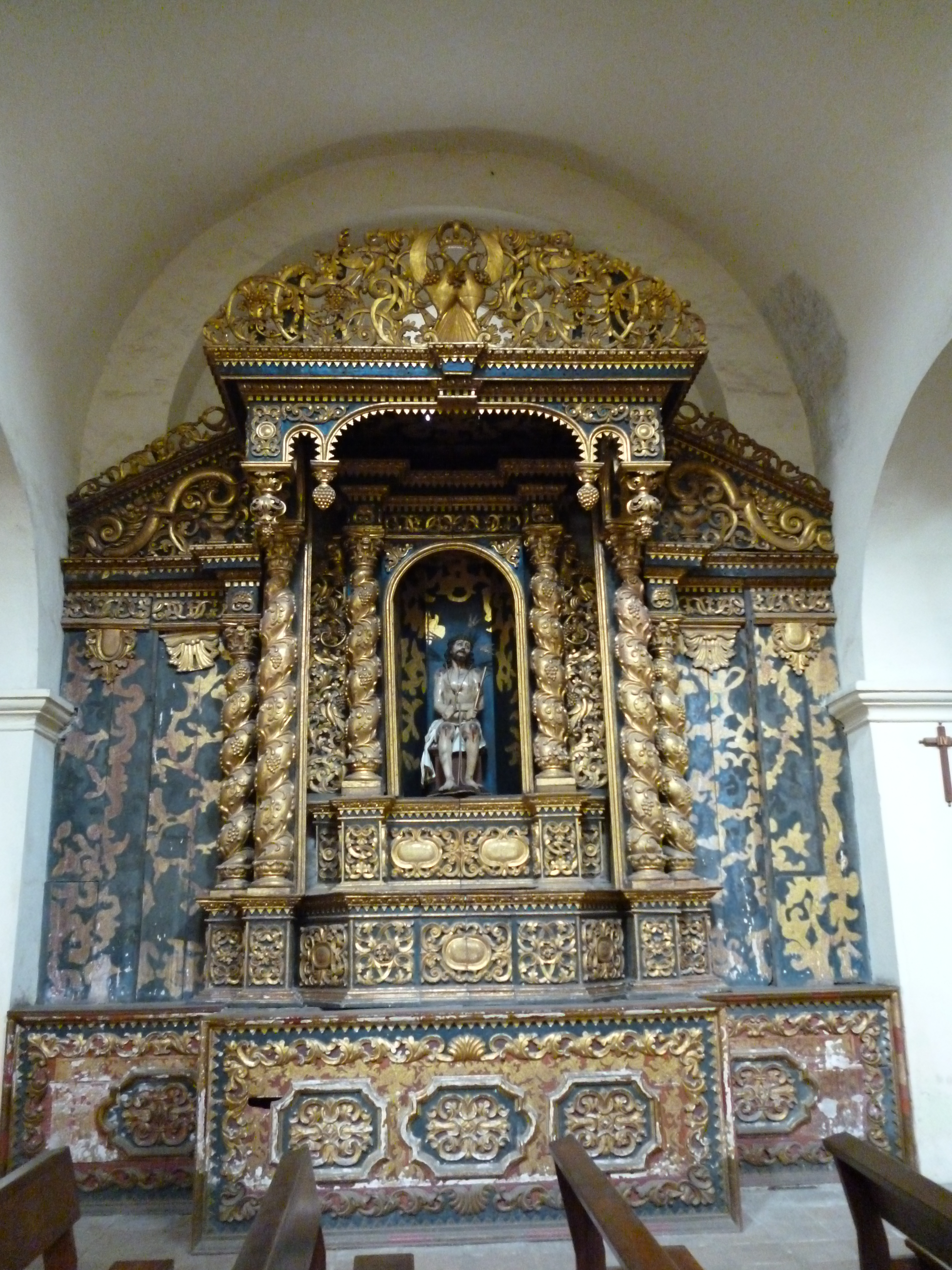
Altar del Santo Cristo coronado de espinas

El cuarto y último retablo situado sobre la pared lateral de la nave del Evangelio que da hacia la Calle Real de San Francisco o Calle 4, ubicándose igualmente a la derecha de la puerta de acceso lateral a la iglesia. Es una obra sin igual, espléndidamente tallada, con trabajos de excelente calidad, sin embargo, lo que lo hace resaltar de entre los demás es su estupenda policromía y generosa aplicación de pan de oro, estando paradójicamente en contraste con el altar diagonal, siendo este el caso de su retablo mellizo el dedicado al patrono del templo, San Francisco de Asís ubicado de la nave de la Epístola.
El retablo se compone de un altar en su base y tres columnas salomónicas a cada lado del nicho central. Estos pilares a su vez sostienen un magnífico dosel con tres arcos polilobulados, coronados por un Águila bicéfala con una corona, representando así el símbolo de la dinastía de la Casa de Austria.
La imagen que recibe culto y veneración, es la de El Señor de la Coronación, una advocación semejante a la del Santo Ecce Homo, siendo una talla española del siglo XVIII, hoy en día sale en el paso de La Coronación que desfila durante la Procesión del Santo Cristo de la Veracruz en el Jueves Santo y con sede en esta iglesia.

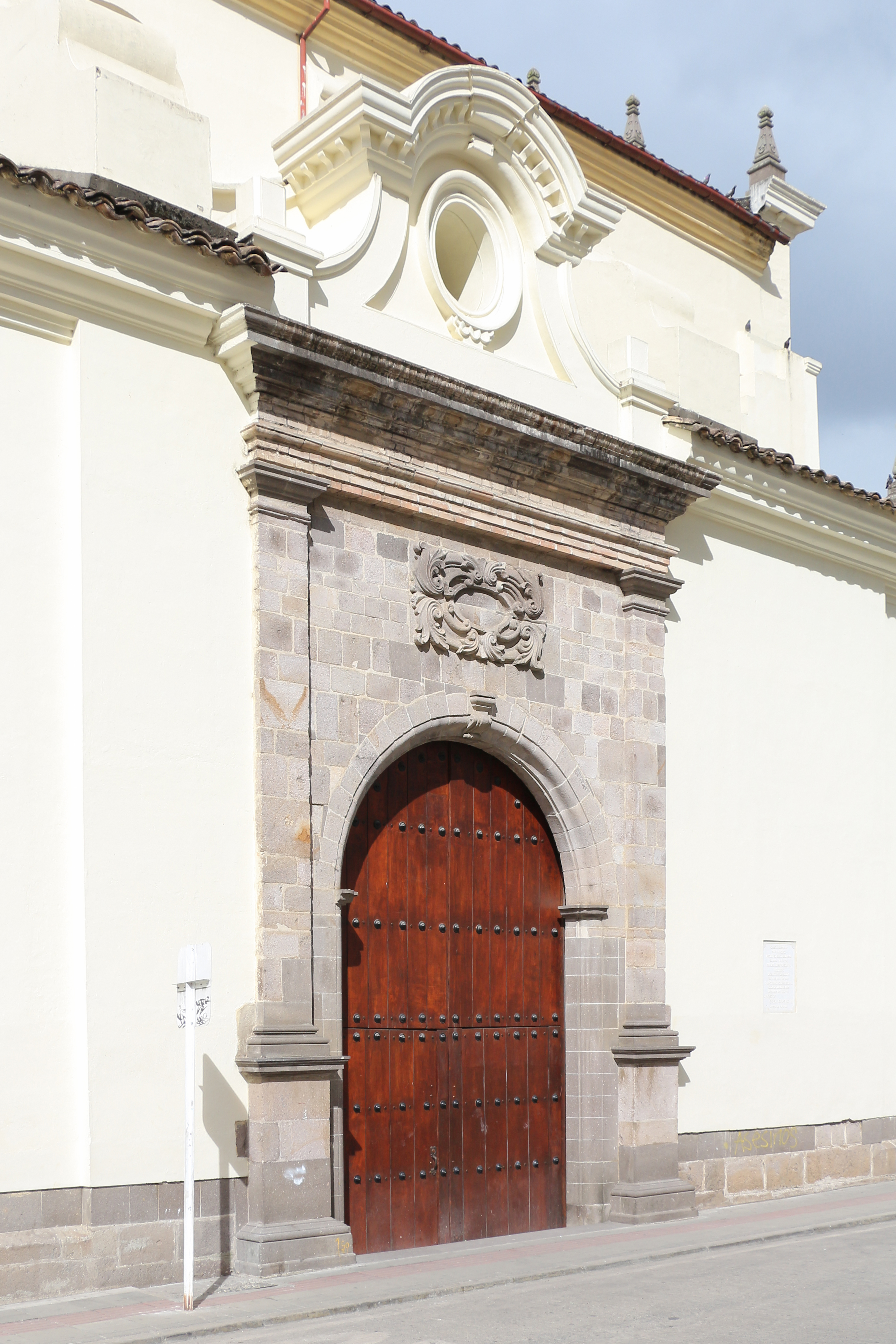
Puerta lateral de la Iglesia de San Francisco sobre la Calle 4.

## Púlpito

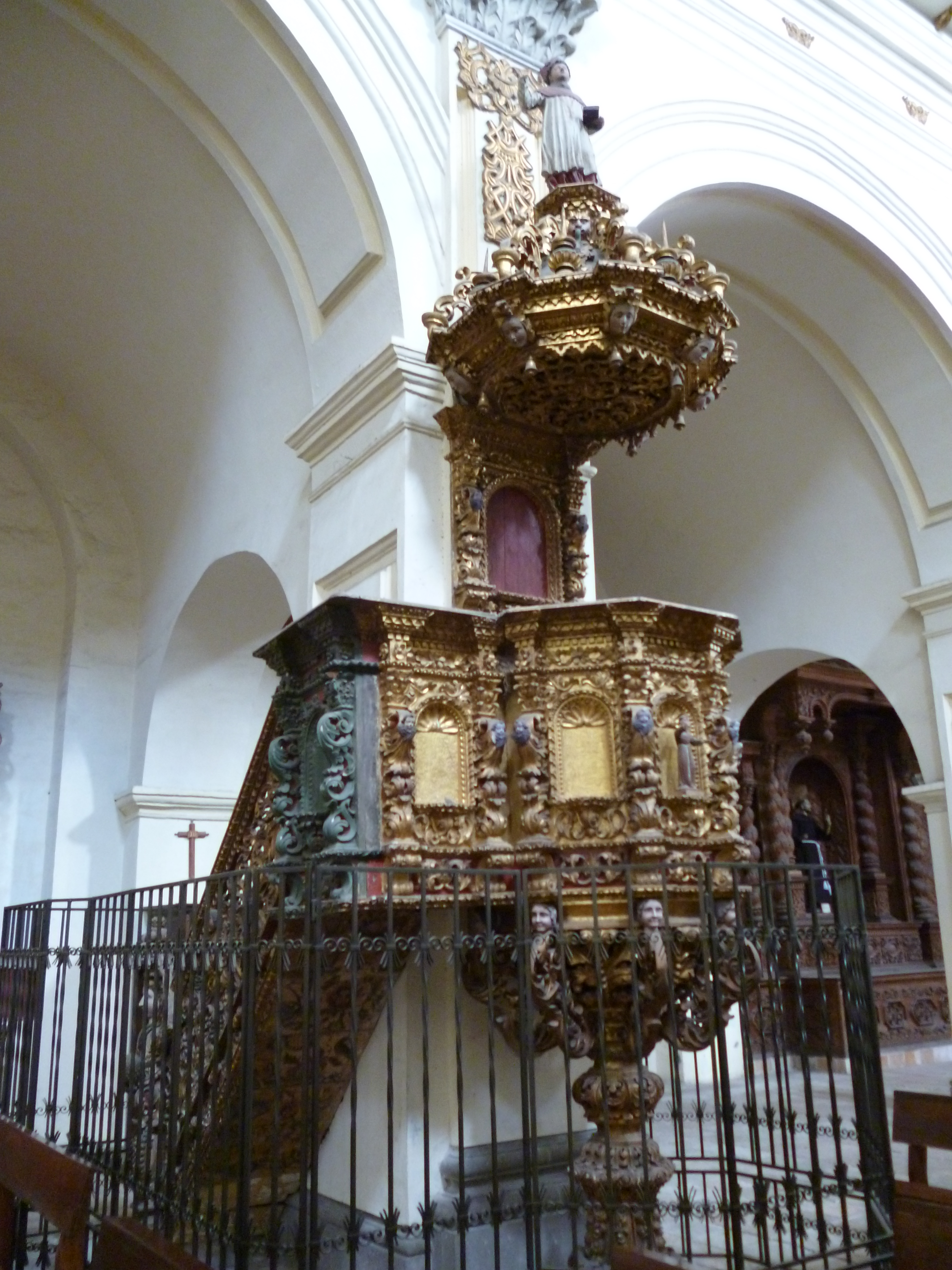
Exuberante obra barroca payanesa

El púlpito de la iglesia de San Francisco es uno de los elementos decorativos más interesantes. Tallado en madera hacia el siglo XVIII, en el arranque de su escalera, una mujer sostiene en brazos una piña y en su cabeza soporta una cesta de frutas. 
En la baranda, toda calada, se entrecruzan pájaros de colores, enredaderas, flores y frutos. Esta mujer soporte, llamada "indíatide", es un claro ejemplo del llamado mestizaje de las artes, donde se acusa la intromisión de la mano indígena en los colores y los elementos superpuestos a las órdenes barrocas, la misma ornamentación se presenta en las distintas caras de la tribuna que contiene varios nichos, donde se resguardan imágenes a pequeña escala de santos de la Orden de Frailes Menores, el tornavoz contiene cabezas de querubines y coronando todo el conjunto hay una talla de un santo clérigo. 
Este púlpito es considerado como el mejor de Colombia y a nivel regional solo le hacen competencia los de la ciudad de Quito.
Además de ser denominado como una de las obras más insignes e importantes de todo el estilo Barroco Neogranadino Tardío que ya daba muestras de su transición hacia el neoclásico.

## Interior
El templo es el más rico de la ciudad y en este resaltan todas las artes: arquitectura, pintura, imaginería y mobiliario. Su interior consta de una gran nave central y dos naves laterales, con capillas comunicadas a través de arcos tallados en piedra. Los camarines en madera, los más originales de la ciudad, son obra del arquitecto español, fray Antonio de San Pedro, y constituyen una serie de cuerpos casi independientes. La fachada principal, de estilo barroco para los especialistas, es una de las más monumentales que dejó en la Nueva Granada la arquitectura del siglo XVIII, y se atribuye al mismo Antonio García.
Su campana es una de las más grandes de América, denominada de "San Antonio" en honor al santo franciscano, del cual era muy devoto Pedro Agustín de Valencia, uno de los mayores benefactores de la ciudad. Fue fundida en oro y bronce en la Casa de Moneda de Popayán, bajo la dirección de Antonio García. Aunque la fundición terminó en 1790 no fue sino hasta 1903 que pudo ser subida hasta la cumbre del campanario.
En la Nave derecha se encuentra una imagen de Jesucristo, crucificado denominado el Santo Cristo de la Veracruz obra del jiennense Juan Martínez Montañés de principios del siglo XVII y se dice que en el interior de la cruz de esta imagen se encuentra un pequeño fragmento o astilla de la cruz original de Cristo adquirida por el conquistador Sebastián de Belalcázar en España. A su lado se encuentra dos imágenes; la de la Dolorosa (siglo XVIII) y la de San Juan evangelista (siglo XVIII) ambas de origen Español.
Esta iglesia posee una gran custodia de oro, cuya parte superior está adornada de diamantes, esmeraldas, rubíes y perlas.

## Exterior

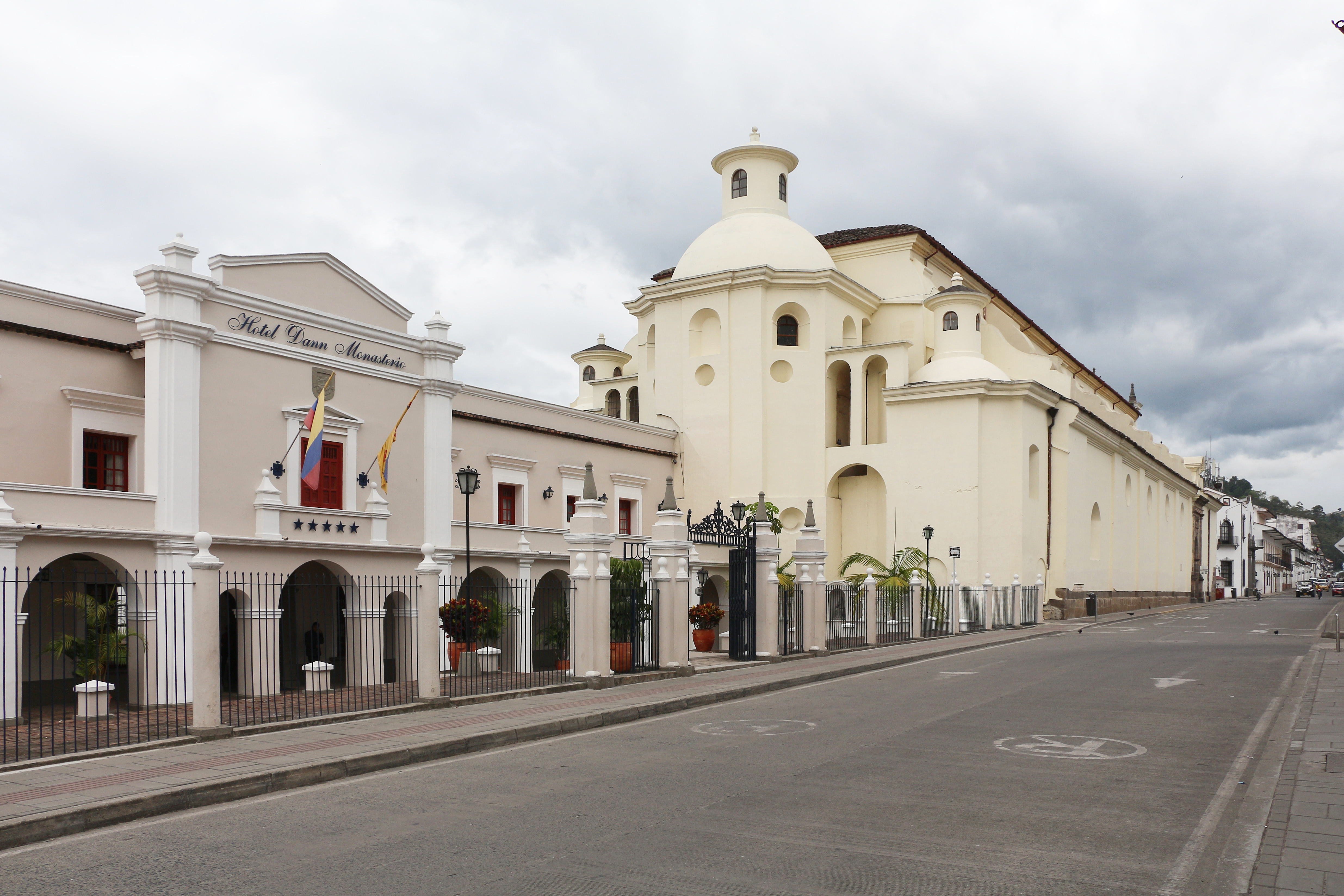
Parte posterior de la iglesia con los camarines coronados con cúpulas, a la derecha esta el Hotel Dann Monasterio

El templo originalmente pertenecía a la orden de los franciscanos junto con el monasterio adyacente que hoy en día pertenece a la cadena hotelera Dann Carlton. 
Su fachada es estilo Barroco, obra de Antonio y Miguel Aguilón del siglo XVIII, posee en el centro de la fachada el símbolo de la orden franciscana y en ella se encuentran las imágenes talladas en piedra de la virgen María Inmaculada Concepción, San Francisco de Asís y Santo Domingo. 
A lado del templo se encuentra el despacho parroquial, la Escuela Taller de Popayán y la sede de la Agencia Española de Cooperación Internacional (AECI). 
En la plazoleta frente a la iglesia se encuentra el monumento a Camilo Torres, escultura de Raoul Verlet.

## Semana Santa
Desde este templo sale la Procesión del Santo Cristo de la Veracruz realizada el Jueves Santo de la Semana Santa de Popayán, tradición que fue inscrita en la Lista representativa del Patrimonio Cultural Inmaterial de la Humanidad de la UNESCO. En esta procesión desfilan 16 pasos con imágenes de origen español, italiano y quiteño de los siglos XVI al XX. Las flores rojas de esta noche simbolizan el infinito amor que expresó Cristo al instituir la Sagrada Eucaristía.
Orden del desfile:
- Ánimasola (Personaje anónimo con vestimenta de carguero y rostro cubierto por el capirote portando una matraca)
- Cruz procesional.
- Banda marcial de la Policía Nacional de Colombia. Unidad metropolitana de Popayán
- San Juan evangelista. (imagen española. Siglo XVIII)
- La Magdalena. (imagen española. Siglo XVIII)
- La Verónica. (imagen española. Siglo XVIII)
- El Señor del huerto. (El señor círculo escultórico de Pedro Roldán (Sevilla), siglo XVII. Ángel Egudiel. español, Siglo XVIII)
- El beso de judas. (El señor imagen quiteña. Siglo XVIII. San Pedro, Judas y sayón imágenes ecuatorianas, año 1956)
- Orfeón Obrero-Coral Pabón
- El prendimiento. (El señor del prendimiento, círculo escultórico de Pedro Roldán (Sevilla), siglo XVII. Sayones de origen español. Siglo XVIII).
- La sentencia. (El señor ante Anás) (imágenes españolas. Siglo XVIII)
- Los azotes. (el señor imagen italiana (Pisa). Siglo XVIII y los sayones imágenes españolas. Siglo XVIII)
- La coronación. (imágenes españolas. Siglo XVIII)
- Orquesta de cámara Junta Permanente Pro Semana Santa.
- 'El Santo Ecce Homo.' (réplica hecha en Popayán por el español José Lamiel del siglo XX)
- La cruz a cuestas. (imágenes españolas. Siglo XVIII)
- El Señor del perdón. (Imagen española. Siglo XVIII, aureola del Cristo confeccionada en el año 1809 con 49 esmeraldas. El mundo es en plata ley 900 con el escudo de Popayán en oro y las cruces de Jerusalén elaboradas en Rubíes).
- Banda de músicos. Fuerza Aérea Colombiana
- La crucifixión. (imágenes españolas. Siglo XVIII)
- El Calvario. (El Cristo y San Juan tallas payanesas, Siglo XXI Raúl Perugache. Virgen Dolorosa de origen Quiteño Siglo XVIII)
- El Señor de la expiración. (imagen española elaborada por José Lamiel. Siglo XX, réplica del Cachorro de la Hermandad de El Cachorro (Sevilla))
- Estandarte Junta Permanente Pro Semana Santa portado por el comandante de la III División del Ejército Nacional de Colombia y cuerpo de oficiales y suboficiales.
- El Santo Cristo de la Veracruz. (imagen española (Sevilla) atribuida a Juan Martínez Montañés. (año de 1600) Siglo XVII).[11]
- Cura párroco del Templo de San Francisco
- La Dolorosa. (imagen española. Siglo XVIII)
- Banda de músicos y compañía de fusileros del Batallón José Hilario López. Ejército Nacional de Colombia.

## Obras de arte
El templo posee la mayor colección de obras de arte de todas las iglesias de Popayán, además de los retablos barrocos, en los altares laterales y en la sacristía se encuentran esculturas de las escuelas italiana, española y quiteña. Ejemplos de ello son las esculturas de San Pedro de Alcántara de Pedro de Mena; el Señor de la Columna, traído de Italia; San Antonio de Padua, de escuela española; San Francisco de Asís, atribuida a la escuela de Caspicara; San José, San Francisco Xavier y la Virgen de las Gracias, también de la escuela quiteña. Luego del terremoto de 1983, la mayor parte de lienzos y otros ornamentos fueron trasladados al Museo Arquidiocesano de Arte Religioso, para permitir su conservación. Ejemplo de esto último es la imagen de la Inmaculada Concepción, talla en madera elaborada con gran detalle en sus facciones y detalles propios de la escuela quiteña y denominada obra cumbre del arte barroco de toda la América Española, atribuida a Bernardo de Legarda. Es la obra más representativa de la escuela ecuatoriana y también la de mayor tamaño que el artista haya elaborado. El templo posee una réplica del siglo XX. En los pasillos sobre las naves laterales del templo hay dos momias de religiosos que habitaron el convento y la iglesia.